# Marianne Binder-Keller
Marianne Binder-Keller, née le 15 juin 1958 à Zurich (originaire d'Untersiggenthal, de Baden et de Baldingen), est une personnalité politique suisse, membre du Centre. 
Elle est députée du canton d'Argovie au Conseil national à partir de décembre 2019, puis au Conseil des États depuis décembre 2023.

## Biographie
Marianne Binder-Keller naît Marianne Keller le 15 juin 1958 à Zurich. Elle est originaire de trois communes du canton d'Argovie, Untersiggenthal, Baden et Baldingen. Sa mère, Rosemarie Keller (de), est écrivaine. Son père, Anton Keller, était enseignant d'allemand et d'histoire au gymnase de Baden et conseiller national démocrate-chrétien de 1979 à 1995,.
Elle grandit à Baden et Untersiggenthal avec ses trois frères cadets,.
Elle a une formation d'institutrice et a travaillé comme journaliste pour la télévision publique suisse alémanique Schweizer Fernsehen et pour la chaîne de télévision régionale Tele M1.
Elle est mariée depuis 1982 à Andreas Binder, avocat, ancien député au Grand Conseil du canton d'Argovie et fils du conseiller national et conseiller aux États Julius Binder (de). Ils ont deux enfants, dont Simon Binder, président du Centre du district de Baden et membre du Conseil des habitants (législatif) de Baden.

## Parcours politique
D'abord responsable de la communication du Parti démocrate-chrétien (PDC) de 2006 à 2013,, elle est élue le 21 octobre 2012 au Grand Conseil du canton d'Argovie. Elle y siège du 30 avril 2013 au 26 novembre 2019,,,.
Elle est candidate au Conseil national en octobre 2015, mais n'est pas élue même si elle arrive en première position des candidats non élus de son parti. Le 20 janvier 2016, elle est élue présidente du PDC du canton d'Argovie. Elle succède à Markus Zemp à ce poste.
En octobre 2019, elle se présente tant pour le Conseil national que pour le Conseil des États. Elle est élue au Conseil national, mais échoue à décrocher un siège à la Chambre haute, terminant troisième du second tour, nettement derrière le libéral-radical Thierry Burkart et l'UDC Hansjörg Knecht. Elle est membre de la Commission des institutions politiques (CIP) et de la Commission de gestion (CdG).
Elle crée la surprise en étant élue au Conseil des États au second tour en novembre 2023, s'imposant avec un écart de 5 000 voix (84 431 contre 79 429) face à l'UDC Benjamin Giezendanner. Celui-ci ne parvient donc pas à conserver le siège de son parti à la Chambre haute du Parlement, occupé jusque-là par Hansjörg Knecht. Bénéficiant du soutien de la gauche (fortement mobilisée, comme en témoigne le haut taux de participation de 38 %), des Vert'libéraux et des évangéliques tandis que son adversaire avait l'appui du Parti libéral-radical, elle l'emporte principalement grâce aux villes et aux agglomérations et à l'effet femmes. Elle est membre de la CIP, de la CdG et de la Commission de la politique de sécurité (CPS).

### Positionnement politique
Elle défend des valeurs clairement de droite et se dit conservatrice sur le plan des valeurs, mais elle soutient notamment le partenariat enregistré et le mariage entre personnes de même sexe.